# Sirius-Kliffs
Die Sirius Kliffs sind steile und bis zu 900 m hohe Felsenkliffs (nach Darstellung des Advisory Committee on Antarctic Names handelt es sich dagegen um einen Nunatak) östlich der Rymill-Küste des Palmerlands auf der Antarktischen Halbinsel. Sie ragen zwischen Mount Lepus und den Procyon Peaks an der Südflanke des Millett-Gletschers auf.
Das UK Antarctic Place-Names Committee benannte sie 1976 nach dem Stern Sirius.